# 賽倫賽斯特
賽倫賽斯特（英語：Cirencester，發音：/ˈsaɪrənsɛstər/ ⓘ）是英格蘭格洛斯特郡科茨沃尔德区的一個城鎮，位於倫敦西北93英里（150公里）。賽倫賽斯特是皇家農業大學的所在地。